# Любимовка (приток Лысьвы)
Любимовка — река в Лысьвенском городском округе Пермского края, приток Лысьвы (притока Чусовой). Впадает в Лысьву справа, в 33 км от её устья. Длина реки 13 км. Истоки примерно в 2 км западнее посёлка Обманка 2. Устье в деревне Большая Лысьва. Любимовка имеет два левых притока с одинаковым названием Мельничная.

## Данные водного реестра
По данным государственного водного реестра России, река относится к Камскому бассейновому округу, бассейн реки Кама, подбассейн — Кама до Куйбышевского водохранилища (без бассейнов рек Белой и Вятки), водохозяйственный участок реки — Чусовая от в/п пгт. Кын до устья. Код объекта в государственном водном реестре — 10010100712111100012013.